# Fernando (Fußballspieler, 1987)
Fernando Francisco Reges (* 25. Juli 1987 in Alto Paraíso de Goiás, Brasilien), genannt Fernando, ist ein brasilianisch-portugiesischer Fußballspieler. Der defensive Mittelfeldspieler spielte zuletzt für den FC Sevilla in der Primera División.

## Verein
Fernando begann seine professionelle Karriere 2005 beim damals drittklassigen Verein Vila Nova FC. Im Jahr 2007 unterzeichnete er einen Fünfjahresvertrag beim portugiesischen Erstligisten FC Porto. Im ersten Jahr wurde er an den CF Estrela Amadora ausgeliehen, bei dem er sich schnell einen Stammplatz erkämpfte. In der Saison 2008/09 wurde er in den aktiven Kader des FC Porto aufgenommen, in dem er sich neben Spielern wie Raúl Meireles oder Luis González etablierte.
Zur Saison 2014/15 wechselte er in die englische Premier League zu Manchester City.
Am 4. August 2017 gab Galatasaray Istanbul die Verpflichtung des Mittelfeldspielers bekannt. Als Ablösesumme wurden 5,25 Mio. € (inklusive Boni von max. 900.000 €) angegeben. Der Brasilianer unterschrieb für drei Jahre und erhält ein Grundgehalt von 3,3 Millionen € pro Saison. Zur Saison 2019/20 wechselte Reges nach Spanien zum FC Sevilla. Sevilla bezahlte für den Mittelfeldspieler eine Ablöse in Höhe von 4,5 Millionen Euro. Der Vertrag in Sevilla wurde zum Jahr 2024 aufgelöst.

## Nationalmannschaft
Für die südamerikanische U-20 Meisterschaft im Jahre 2007 wurde Fernando in die brasilianische Mannschaft aufgenommen. Trotz des Gewinns des kontinentalen Turniers wurde er für die anschließende U-20-Weltmeisterschaft nicht berücksichtigt. Nachdem er im Dezember 2013 die portugiesische Staatsbürgerschaft erhalten hatte, verweigerte die FIFA Fernando die Spielberechtigung für den portugiesischen Verband. Für einen Verbandswechsel hätte Fernando bereits während seiner U-20-Pflichtspieleinsätze für Brasilien ein theoretisches Anrecht auf die portugiesische Staatsbürgerschaft haben müssen.

## Erfolge und Auszeichnungen
FC Porto
- UEFA Europa League: 2010/11
- Primeira Liga: 2008/09, 2010/11, 2011/12, 2012/13
- Taça de Portugal: 2009/10, 2010/11
- Portugiesischer Fußball-Supercup: 2009, 2010, 2011, 2012, 2013
- UEFA Super Cup: Runner-Up 2011
- Taça da Liga: 2009/10, 2012/13

Nationalmannschaft 
- U-20-Fußball-Südamerikameisterschaft: Runner-Up: 2009/10, 2012

Manchester City
- League-Cup-Sieger: 2016

Galatasaray Istanbul
- Türkischer Meister: 2017/18, 2018/19
- Türkischer Fußballpokal: 2018/19

FC Sevilla
- UEFA Europa League: 2019/20

Individuelle Auszeichnungen
- Spieler des Monats der Primera División: April 2021